# Adam Najem
Adam Najem est un footballeur international afghan né le 19 janvier 1995. Il joue au poste de milieu de terrain au Bhayangkara FC. Son frère, David Najem, est également footballeur.

## Biographie

### En club
Lors de la saison 2016, il joue avec les Bucks du Michigan et remporte le championnat de Premier Development League.
En parallèle, il évolue avec les Zips d'Akron pendant quatre ans puisqu'il est étudiant à l'Université d'Akron.
En février 2017, il s'engage avec le Union de Philadelphie en MLS. Il y fait sa première apparition le 15 avril 2017 lors d'une défaite 2-0 face au New York City FC.
Il est prêté en équipe réserve au Steel de Bethlehem en USL pour les saisons 2017 et 2018. Il y marque son premier but face à son ancien club, les New York Red Bulls II, lors d'une victoire 0-2 le 17 juin 2017.
En février 2019, il rejoint le Memphis 901 FC dans la même ligue. Là encore, il marque son premier but face aux New York Red Bulls II lors d'une défaite 3-2 le 30 mars 2019.
Il rejoint le Wigry Suwałki en 1 Liga durant le mercato hivernal 2020. Trois mois plus tard, il résilie son contrat.
En août 2020, il fait son retour en USL Championship en s'engageant avec les Rowdies de Tampa Bay.

### En équipe nationale
Il reçoit sa première sélection en équipe d'Afghanistan le 19 août 2018, en amical contre la Palestine (match nul 0-0). 
Il participe ensuite aux éliminatoires du Mondial 2022.

## Palmarès
En 2016, il remporte le titre de Premier Development League avec les Bucks du Michigan.